# 1760 en droit
Cet article présente les faits marquants de l'année 1760 en droit.

## Événements
- Jeremy Bentham, philosophe, jurisconsulte et réformateur britannique commence sa carrière comme avocat.
- La coutume de Soule est imprimée à Bordeaux : Les Coustumes generales, du Pays et Vicomté de Sole, Bordeaux, Jean-Baptiste Lacornée, 100 p.
- 4 juillet : remontrances du parlement de Rouen, qui souhaite le rétablissement des États de Normandie et propose la devise « Un roi, une loi, un parlement ».

## Naissances
- 5 mars : Louis-Joseph Faure, juriste français, avocat sous l'Ancien Régime, magistrat et jurisconsulte sous la Révolution et le Premier Empire, un des rédacteurs du code Napoléon († 12 juin 1837).
- 29 octobre : Théophile Hufeland, jurisconsulte et professeur de droit allemand († 25 février 1817).
- 8 novembre : Albert Beyens, jurisconsulte belge († 7 novembre 1827).

## Décès
- 29 septembre : Johann Heumann von Teutschenbrunn, juriste et historien du droit allemand, spécialiste de diplomatique (° 11 septembre 1711.